# Das alte Mütterchen

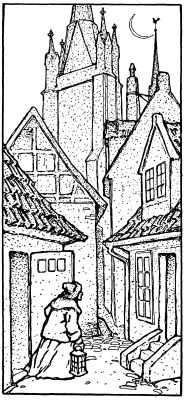
Illustration von Otto Ubbelohde, 1909

Das alte Mütterchen ist die achte von zehn Kinderlegenden im Anhang der Kinder- und Hausmärchen der Brüder Grimm (KHM 208; ATU 934C).

## Inhalt
Eine einsame alte Frau klagt Gott an, weil ihre Söhne und alle Freunde tot sind. Sie hört läuten und findet die Kirche voll toter Verwandter, auch ihr Platz ist besetzt. Eine Muhme zeigt ihr ihre Söhne, die, wenn sie nicht jung gestorben wären, an den Galgen und ans Rad gekommen wären. Sie geht heim, dankt Gott und stirbt.

## Herkunft
Die stilistisch als Legende hergerichtete Sage steht ab der 2. Auflage (1819) als Kinderlegende Nr. 8. Grimms Anmerkung verortet sie in Hessen und vergleicht Geisterkirche in Deutsche Sagen, Nr. 175. Die Vorstellung eines Gottesdienstes der Toten wurde ab dem 4. Jahrhundert in Heiligenviten, später Wunderberichten und Exempelsammlungen überliefert. Vor allem ältere Versionen schildern den Seher als besonders Begnadeten, der dann selig wird. Die Frühe Neuzeit verbindet sie mit der Erlösung armer Seelen. Aber auch seit Antike geläufige Vorstellungen über schlimme Folgen von Geistersichtigkeit sind hier erkennbar.